# Hunuganahalli, Tirumakudal Narsipur
Hunuganahalli là một làng thuộc tehsil Tirumakudal Narsipur, huyện Mysore, bang Karnataka, Ấn Độ.